# Optimization
Optimization is een internationaal, aan collegiale toetsing onderworpen wetenschappelijk tijdschrift op het gebied van de
toegepaste wiskunde en
operationeel onderzoek.
Het wordt uitgegeven door Taylor and Francis en verschijnt maandelijks.
Het eerste nummer verscheen in 1977.